# Trastornados
Trastornados es el tercer trabajo discográfico, perteneciente a la banda de rock argentina Utopians. Fue grabado en tan solo dos meses y gracias a este material de estudio, la banda salió del circuito underground.
Gracias a este material, la banda se ganó una nominación como Mejor Producción del año en los Premios Gardel y varios puestos números 1 juntos a sus cuatro videos clips: «Gris», «Trastornados», «Esas cosas» y «Estación» (los 3 últimos dirigidos por Sebastián de Caro). Con este disco la banda comenzó a figurar en los festivales más importantes del país como Cosquín Rock, Pepsi Music, Quilmes Rock, Personal Fest, Movistar FreeM, Budweiser On The Road, Hot Festival, etc). También tuvieron la oportunidad de abrir presentaciones masivas como The Cure en Estadio de River Plate y Guns N' Roses en el Estadio Ciudad de La Plata.
A diferencia de sus dos primeros trabajos, esta placa fue grabada con canciones en español.

## Lista de canciones
| N.º | Título           | Duración |  |
| 1.  | «Nunca es hoy»   | 02:40    |  |
| 2.  | «Trastornados»   | 03:51    |  |
| 3.  | «Muertos vivos»  | 02:52    |  |
| 4.  | «Esas cosas»     | 04:33    |  |
| 5.  | «Estación»       | 00:30    |  |
| 6.  | «Gris»           | 04:41    |  |
| 7.  | «Como perder»    | 02:46    |  |
| 8.  | «Dinamita»       | 03:16    |  |
| 9.  | «Cenizas»        | 02:51    |  |
| 10. | «No estamos mal» | 02:48    |  |
| 11. | «Me voy»         | 03:50    |  |